# Фахриддинова, Нигина Тимуровна
Нигина Тимуровна Фахриддинова (род. 15 июня 1999, Навои) — узбекская модель. Впервые представила Узбекистан в международном конкурсе красоты «Miss International 2022». «Мисс Узбекистан» в 2019 и 2022 гг.

## Биография
Нигина Фахриддинова родилась 15 июня 1999 года в городе Навои в Узбекистане, мать — Лола Базарова, отец — Тимур Фахриддинов. По национальности узбечка. В детстве жила с матерью и отчимом.
В 2015 году окончила школу № 8 в городе Навои, Узбекистан. Затем училась в колледже, имеет среднее специальное образование по специальности компьютерный инженер. После развода матери с отчимом семья переехала в Ташкент.

## Карьера
В 2017 году приняла участие в проекте «BBS Fashion Show 2017».
В 2018 году участвовала в конкурсе «Топ-модель СНГ-2018», вошла в топ-30 участниц. Единственная среди всех участниц была отмечена сразу в двух в номинациях — Fashion Model 2018 и Top model friendship.
В 2018 году Нигина также приняла участие в «Sugar Plum Fashion Show Ramadan 2018» и «Ташкентская неделя моды 2018».
В 2019 году участвовала в конкурсе «Miss Intercontinental», став первой супермоделью представляющей Узбекистан.
В этом же году работала на подиумах: «Неделя моды в Таджикистане 2019», «Uzbekistan Fashion Show 2019», «Нариман Григорян Fashion Show 2019», «Aspara Fashion Week 2019».
В 2020 году участвовала в показе мод «Art by Sofia 2020», «Фестиваль Шелкового пути 2020», «Нафиса Имранова Fashion Show 2020».
Сотрудничала с брендами Morgan, Pimkie и многими другими.
В марте 2021 года приняла участие в проекте Samsung в Узбекистане #FemaleTeamGalaxy.
Нигина впервые представила Узбекистан в международном конкурсе красоты «Miss International 2022», который первоначально был запланирован на 2020 год, но из-за пандемии Covid-19 был перенесен.

## Фильмография
2021 — MENI ASRA — Аика

## Награды и титулы
Fashion Model SNG 2018
Top Model Friendship 2018
Мисс Intercontinental Узбекистан 2019
Мисс International Узбекистан 2020/21
Мисс Узбекистан 2019
Мисс Узбекистан 2022
Нигина Фахриддинова входит в ТОП-8 успешных моделей Узбекистана, в ТОП-40 самых известных в мире узбекистанцев, а также в ТОП-8 самых красивых моделей из Центральной Азии.